# 泉州大桥
泉州大桥是晋江上第一座现代大桥，位于顺济桥下游400多米处，于1980年11月28日动工，1984年国庆节前夕建成通车。

## 构造及意义
泉州大桥为{\displaystyle \pi }型联拱桥，有23墩，22拱，157根灌柱。总长3431米，其中主桥长848.53米，引桥长2582.47米。总宽16米，其中主车道宽12米，两侧人行道各宽2米。设计每日通行能力为2.5万辆标准车。两侧石栏柱上有花岗岩雕狮子326只，石雕白莲花328朵，相间排列，形成“百狮戏荷”图景象。大桥两端各有两座六角凉亭。

## 历史
2013年至2014年，大桥进行了加固维修。
2021年3月30日，泉州大桥拓宽改造工程开工。将于现有桥梁西侧建设一座5车道新桥，改造后既有旧桥将改为北上方向专用。
2023年7月2日，泉州大桥拓改工程完工通车。新桥设置南下方向3车道、北上方向1车道。旧桥改为北上方向使用，双向机动车道拓宽至6车道。。8月13日，于两侧桥头各增设一对桥名石柱。

## 图集
- 泉州大桥南侧
- 泉州大桥东端